# Eulogia Echaurren

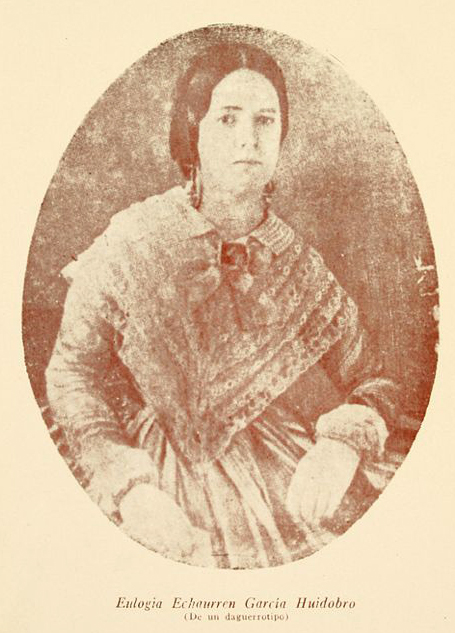
Eulogia Echaurren Garcia-Huidrobro.

Eulogia Echaurren García-Huidobro (Santiago, 1830 – Santiago, 27 de abril de 1887) foi a primeira-dama do Chile e a esposa do presidente Federico Errázuriz Zañartu.

## Primeiros anos de vida
Era filha de José Gregório de Echaurren y Herrera e de Joana Garcia-Huidobro y Aldunate. 

## Casamento e filhos
Casou-se com Federico Errázuriz Zañartu em 24 de agosto de 1848.
O casal teve quatorze filhos. Seu filho primogênito, Federico, também foi presidente da República (1896-1901), sua filha Maria foi a esposa do presidente da República Germán Riesco Errázuriz (1901-1906), e sua filha Emilia foi esposa do destacado senador liberal Fernando Lazcano Echaurren.